# Koskinobullina
Koskinobullina es un género de foraminífero bentónico de estatus incierto, tal vez un alga incrustante, aunque considerado perteneciente a la familia Acervulinidae, de la superfamilia Acervulinoidea, del suborden Rotaliina y del orden Rotaliida. Su especie tipo es Koskinobullina socialis.  Su rango cronoestratigráfico abarca desde el Ladiniense (Triásico medio) hasta el Carniense (Triásico superior).

## Clasificación
Solenomeris incluye a las siguientes especies:
- Koskinobullina sarda †
- Koskinobullina socialis †